# EDLIN

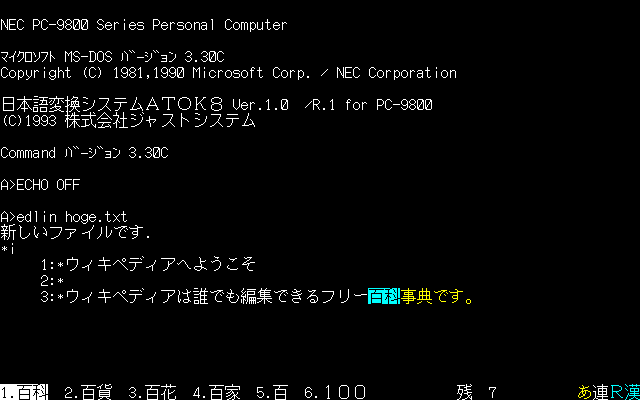
Capture d'écran d'EDLIN avec la méthode de saisie ATOK 8, exécutée sous MS-DOS 3.3C pour la série PC-9800.

EDLIN, ou Edlin, est un éditeur de texte ligne par ligne intégré dans MS-DOS et dans les systèmes d'exploitation Microsoft Windows. Il possède des fonctionnalités rudimentaires pour éditer des fichiers de texte brut à partir de la ligne de commande. 

## Fonctionnement
Les numéros de lignes sont précisés en utilisant des chiffres, et les opérations sont indiquées à l'aide de commandes composées d'un unique caractère alphabétique. Par exemple, 5d demande à Edlin d'effacer la cinquième ligne du fichier.

## Historique
EDLIN était le seul éditeur de texte fourni avec MS-DOS avant la version 5.0, à partir de laquelle il a été remplacé par l'éditeur plein écran EDIT (en restant toutefois disponible). EDLIN est encore disponible dans les systèmes d'exploitation Microsoft Windows au moins jusqu'aux versions Windows Server 2003 et Windows XP. Contrairement à la plupart des commandes DOS externes, il n'a jamais été transformé en programme Win32 natif. Sa persistance peut s'expliquer par le fait qu'il est automatiquement invoqué pour effectuer des modifications mineures sur les fichiers textes, en l'utilisant comme filtre sur l'entrée standard, avec un ensemble de commandes regroupées dans un script.
MS-DOS inclut en réalité un autre éditeur plein écran : GW-BASIC, l'environnement de développement et d'exécution de Microsoft BASIC. Sans surprise, l'éditeur EDIT des dernières versions de MS-DOS invoquait QBasic, qui a finalement remplacé GWBASIC et qui disposait d'une interface utilisateur plus moderne.
EDLIN est probablement inspiré par les éditeurs ligne par ligne QED ou ed,, bien qu'il soit moins puissant que ces deux modèles.
EDLIN a été réalisé par Tim Paterson en deux semaines en 1980 et était supposé avoir une durée de vie limitée à six mois. Certains experts affirmèrent qu'il s'agissait du seul programme écrit par Microsoft qui soit exempt de bug. Paradoxalement, EDLIN était en réalité écrit à l'origine pour le système QDOS de Seattle Computer Products, qui fut seulement plus tard racheté par Microsoft pour devenir MS-DOS.

## Autres versions
Gregory Pietsch a écrit un clone libre de EDLIN sous licence GPL. Ce clone est disponible sur plusieurs systèmes d'exploitation, tels que Linux, UNIX ou MS-DOS. Les messages qu'il produit peuvent être personnalisés dans différentes langues, et il est compilable avec de nombreux compilateurs C.